# Lužec nad Vltavou
Lužec nad Vltavou település Csehországban, a Mělníki járásban. Lužec nad Vltavou Spomyšl, Zálezlice, Vojkovice, Vraňany, Hořín, Cítov és Býkev településekkel határos. Lakosainak száma 1534 fő (2024. január 1.).

## Népesség
A település lakosságának változását az alábbi diagram mutatja:
| Lakosok száma | 921  | 1266 | 1133 | 985  | 1275 | 1383 | 1453 | 1443 | 1439 | 1534 |
|               | 1869 | 1890 | 1921 | 1950 | 1980 | 2001 | 2017 | 2019 | 2022 | 2024 |